# Cymodopsis impudica
Cymodopsis impudica är en kräftdjursart som beskrevs av Hurley och Jansen 1977. Cymodopsis impudica ingår i släktet Cymodopsis och familjen klotkräftor.
Artens utbredningsområde är havet kring Nya Zeeland. Inga underarter finns listade i Catalogue of Life.